# Ayuntamiento de Mahón
El Ayuntamiento de Mahón es el organismo que se encarga del gobierno y de la administración del municipio de Mahón, España. En 2023 está presidido el alcalde Hector Pons Riudavets, del Partit Socialista de les Illes Balears (PSIB-PSOE).

## Sede
Tiene su sede principal en la casa consistorial desde 1789 cuando fue reformado por el ingeniero militar Francisco Fernández de Angulo, en 1789, durante el período de dominio español del siglo XVIII. 

## Historia

### Orígenes medievales
Los primeros indicios de una organización municipal en Mahón se remontan a la época de la conquista cristiana de Menorca en 1287, cuando la isla pasó a formar parte del Reino de Aragón bajo el mandato de Alfonso III. En ese contexto, comenzaron a establecerse formas de gobierno local para la administración de las comunidades. En este período, las funciones de los concejos estaban principalmente relacionadas con la defensa, el orden público y la gestión de los recursos comunales.

### SigloXVIII: dominio británico
Menorca, debido a su posición estratégica en el Mediterráneo, fue objeto de disputas entre potencias europeas. A lo largo del siglo XVIII, la isla cambió de manos varias veces entre británicos, franceses y españoles.
Durante el primer dominio británico (1708-1756), Mahón se consolidó como capital de la isla y experimentó un notable crecimiento económico gracias a la actividad comercial en su puerto, uno de los más grandes y seguros del Mediterráneo. Los británicos implementaron reformas administrativas y se estableció un modelo de gobierno local inspirado en el sistema británico. Se crearon nuevos cargos y se modernizó la gestión urbana bajo el gobernador Richard Kane. Durante esta época el ayuntamiento tendrá sede en La Casa Consistorial. 

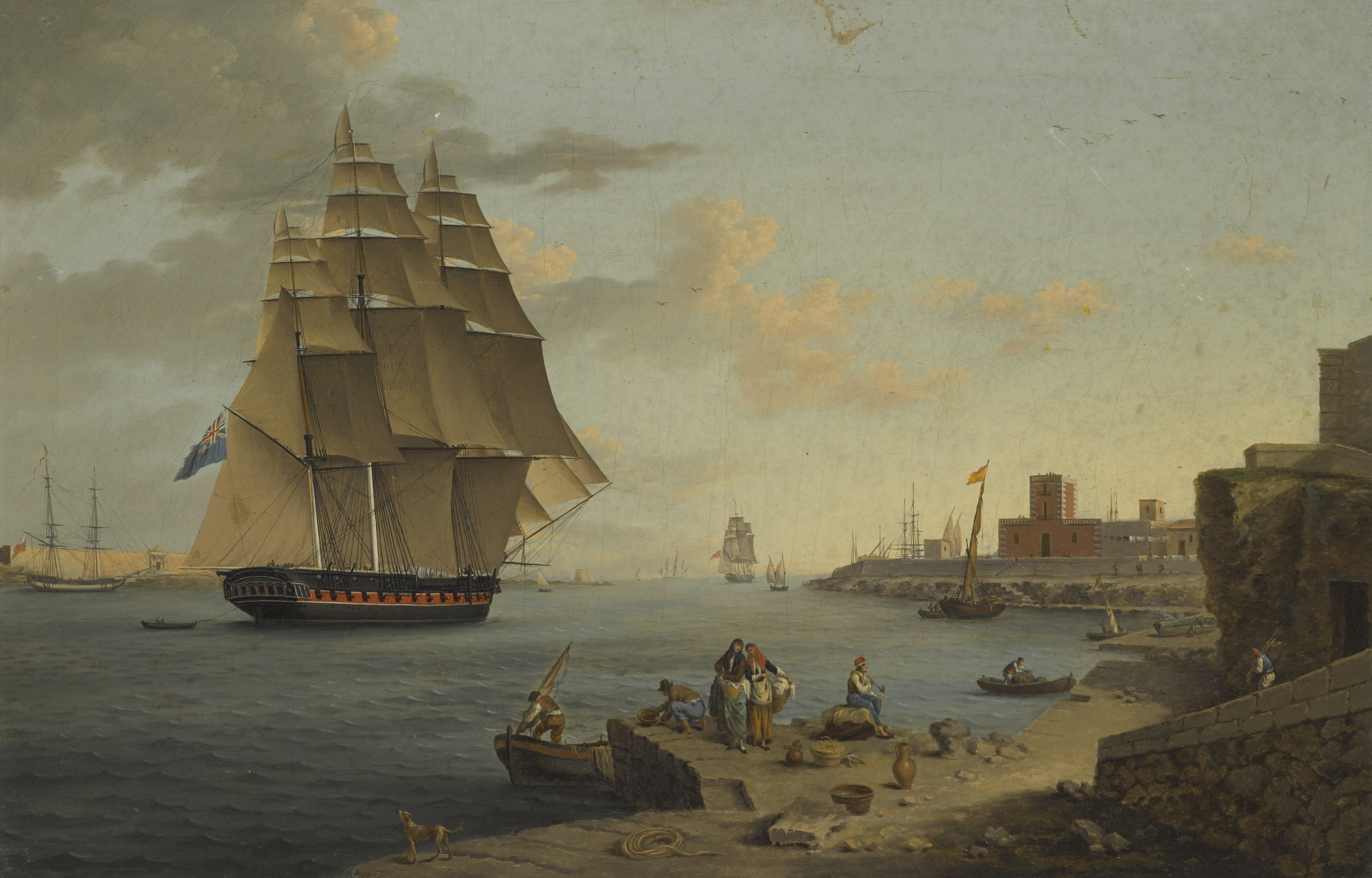
Una fragata británica saliendo del Puerto de Mahón

En la segunda mitad del siglo XVIII, con la recuperación de la isla por parte de los españoles, el ayuntamiento de Mahón fue sometido nuevamente a la normativa y estructura administrativa de la monarquía borbónica. Las funciones del ayuntamiento durante este período se centraron en la gestión de los servicios básicos de la ciudad, la regulación de mercados y el mantenimiento del orden. 

### SigloXIX
Con la llegada del siglo XIX, la historia de Mahón y su ayuntamiento estuvo marcada por la influencia de las ideas liberales. En 1812, con la promulgación de la Constitución de Cádiz, se establecieron nuevas normas para la organización de los ayuntamientos en España, otorgándoles mayor autonomía y permitiendo la elección de los cargos municipales mediante sufragio. Aunque la Constitución fue derogada y restaurada varias veces, este período supuso un cambio en la naturaleza del gobierno municipal.
En este periodo, el ayuntamiento también se ocupó de gestionar los crecientes problemas de una ciudad en expansión, como el suministro de agua y la construcción de infraestructuras, promulgando y ayudando económicamente la creación de la primera institución educativa en Mahón, el IES Joan Ramis i Ramis.

### SigloXX: República, dictadura y democracia
Tras la guerra civil española (1936-1939) y el establecimiento de la dictadura franquista, los ayuntamientos en toda España fueron sometidos a un estricto control del gobierno central. Los cargos municipales pasaron a ser designados por el régimen, y el ayuntamiento de Mahón perdió parte de su capacidad de acción y autonomía. Se caracterizá por la pérdida de la lengua catalana a nivel administrativo en el ayuntamiento.
Con la llegada de la democracia en 1978, tras la muerte de Franco y la restauración de las libertades en España, el Ayuntamiento de Mahón recuperó su capacidad de gestión autónoma, y se restauraron los mecanismos democráticos para la elección de sus representantes. A partir de entonces, la institución ha desempeñado un papel esencial en el desarrollo y modernización de la ciudad, gestionando aspectos como el urbanismo, la cultura, los servicios públicos y el turismo, uno de los motores económicos de la isla. 

## Alcaldes
| Periodo   | Nombre                                                             | Partido                                            |
| --------- | ------------------------------------------------------------------ | -------------------------------------------------- |
| 1979-1983 | Ramón Homs Ginés                                                   | Unión de Centro Democrático (UCD)                  |
| 1983-1987 | Borja Carreras Moysi                                               | Partit Socialista de les Illes Balears (PSIB-PSOE) |
| 1987-1991 | Borja Carreras Moysi                                               | Partit Socialista de les Illes Balears (PSIB-PSOE) |
| 1991-1995 | Borja Carreras Moysi (1991-1993) Arturo Bagur Mercadal (1993-1995) | Partit Socialista de les Illes Balears (PSIB-PSOE) |
| 1995-1999 | Arturo Bagur Mercadal                                              | Partit Socialista de les Illes Balears (PSIB-PSOE) |
| 1999-2003 | Arturo Bagur Mercadal                                              | Partit Socialista de les Illes Balears (PSIB-PSOE) |
| 2003-2007 | Arturo Bagur Mercadal                                              | Partit Socialista de les Illes Balears (PSIB-PSOE) |
| 2007-2011 | Arturo Bagur Mercadal (2007–2008) Vicenç Tur Martí (2008–2011)     | Partit Socialista de les Illes Balears (PSIB-PSOE) |
| 2011-2015 | Águeda Reynés Calvache                                             | Partido Popular (PP)                               |
| 2015-2019 | Conxa Juanola Pons                                                 | Ahora Mahón (AM)                                   |
| 2019-2023 | Hector Pons Riudavets                                              | Partit Socialista de les Illes Balears (PSIB-PSOE) |
| 2023-act. | Hector Pons Riudavets                                              | Partit Socialista de les Illes Balears (PSIB-PSOE) |

## Resultados electorales
| Partido político                                   | 2023  | 2023  | 2023       | 2019  | 2019  | 2019       | 2015  | 2015  | 2015       | 2011  | 2011  | 2011       | 2007  | 2007  | 2007       |
| Partido político                                   | %     | Votos | Concejales | %     | Votos | Concejales | %     | Votos | Concejales | %     | Votos | Concejales | %     | Votos | Concejales |
| Partit Socialista de les Illes Balears (PSIB-PSOE) | 36,56 | 4277  | 8          | 30,27 | 3591  | 7          | 25,59 | 3037  | 6          | 30,89 | 3538  | 8          | 38,22 | 4175  | 9          |
| Partido Popular (PP)                               | 35,80 | 4188  | 8          | 34,08 | 4043  | 8          | 36,02 | 4275  | 8          | 47,58 | 5450  | 13         | 37,76 | 4125  | 8          |
| Ahora Mahón                                        | 17,61 | 2061  | 4          | 24,97 | 2962  | 5          | 27,64 | 3280  | 6          | —     | —     | —          | —     | —     | —          |
| Vox                                                | 6,59  | 771   | 1          | 2,60  | 309   | 0          | —     | —     | —          | —     | —     | —          | —     | —     | —          |
| Ciudadanos (CS)                                    | 1,68  | 197   | 0          | 5,94  | 705   | 1          | 5,64  | 669   | 1          | —     | —     | —          | 6,38  | 697   | 1          |
| Més (PSM-IV-EN-APIB)                               | —     | —     | —          | —     | —     | —          | —     | —     | —          | 3,33  | 381   | 0          | 8,94  | 976   | 2          |
| Esquerra Unida de les Illes Balears (EUIB)         | —     | —     | —          | —     | —     | —          | —     | —     | —          | 4,92  | 564   | 0          | 6,48  | 708   | 1          |

## Evolución de la deuda viva municipal
El concepto de deuda viva contempla sólo las deudas con cajas y bancos relativas a créditos financieros, valores de renta fija y préstamos o créditos transferidos a terceros, excluyéndose, por tanto, la deuda comercial.
| Gráfica de evolución de la deuda viva del Ayuntamiento entre 2008 y 2023             |
|                                                                                      |
| Deuda viva del Ayuntamiento en miles de euros según datos del Ministerio de Hacienda |